# Renaissance Studies
Die 1987 gegründete Fachzeitschrift Renaissance Studies versteht sich als multidisziplinäres Journal, das die Themengebiete Geschichte, Kunst, Religion, Literatur und Sprache aller europäischen Länder während der Renaissance und all jener Länder, die durch Europa in dieser Zeit beeinflusst wurden, abdeckt. Die Sprache der Zeitschrift ist Englisch. Es handelt sich um die Zeitschrift der 1967 gegründeten Society for Renaissance Studies.
Gründungsherausgeber waren 1987 Gordon Campbell (Editor) und John Law (Associate Editor). Stephen Bamforth zeichnete bei der ersten Ausgabe der Zeitschrift für die Rezensionen verantwortlich und die Besprechungen der Ausstellungen betreute Susan Foister. Ergänzt wurde das Editorial Board durch Anne Becher, Constance Blackwell und Ruth Chavasse. Im Board of Advisers waren Sydney Anglo, Dominic Baker-Smith, C. P. Brand, George Bull, Peter Burke, Ruth Chavasse, Peter Denley, Caroline Elam, Iain Fenlon, Richard Goldthwaite, Lisa Jardine, J. B. Trapp, Brian Vickers and Andrew Wear aktiv.